# Otostephanos donneri
Otostephanos donneri is een raderdiertjessoort uit de familie Habrotrochidae. De wetenschappelijke naam van deze soort is voor het eerst geldig gepubliceerd in 1959 door Bartos.